# Bischöfliche Geistliche Gerichte des Bistums Ermland
Die Bischöflichen Geistlichen Gerichte des Bistums Ermland waren die Kirchengerichte des Bistums Ermland in Frauenburg.

## Entstehung
Das Fürstbistum Ermland kam im Rahmen der Ersten Polnischen Teilung an Preußen. Damit endete die Eigenstaatlichkeit, der preußische König garantierte jedoch die freie katholische Religionsausübung und die Exemption.

### Erste Instanz
Es wurden zunächst zwei Gerichte erster Instanz gebildet: In der Provinz Ostpreußen wurde für die Dekanate Allenstein, Braunsberg, Frauenburg, Guttstadt, Heilsberg, Mehlsack und Rössen und das Kirchspiel heilige Linde, Seeburg, Wartenburg, das Kirchspiel Wormditt, Königsberg und die Kirche in Memel (Regierungsbezirk Königsberg) sowie die Kirche Drangowski bei Tilsit und das Kirchspiel Schillgallen (Regierungsbezirk Gumbinnen) ein Officialat (Gericht erster Instanz) in Frauenburg eingerichtet.
In der Provinz Westpreußen wurde für die Dekanate Stuhm und Christburg (Regierungsbezirk Marienwerder) sowie die Dekanate Marienburg, Fürstenwerder, Neuteich und das Kirchspiel Elbing (Regierungsbezirk Danzig) ein Officialat (Gericht erster Instanz) in Thiergart und Marienburg eingerichtet. Dieses wurde im März 1838 aufgehoben und mit dem Officialat Frauenburg verbunden.
Das Gericht erster Instanz war mit drei geistlichen Richtern und einem Justiarius besetzt.
Die Aufgaben der Gerichte war die Behandlung von Fällen von Amtsvergehen der katholischen Geistlichen und Ehesachen, sofern beide Ehepartner katholischer Konfession waren. Die Zahl der behandelten Fälle war gering. Im Jahr 1837 wurde eine Ehe annulliert und 17 Ehen geschieden.

### Zweite Instanz
Das Appellationsgericht Frauenburg bildete die zweite Instanz. Es bestand aus einem geistlichen Richter und einem Justiarius.

### Dritte Instanz
Das Prosynodalgericht Frauenburg bildete die dritte Instanz. Es bestand aus vier geistlichen Richtern (einem Weihbischof, einem Domdechant, zwei Domherren) und einem Justiarius.

## Weitere Geschichte
Im Rahmen der Märzrevolution wurden in Preußen die Kompetenzen der kirchlichen Gerichte eingeschränkt. Die Rechtsprechung bezüglich der Geistlichen wurde auf Disziplinarverfahren beschränkt. In Ehesachen wurde mit Verordnung vom 2. Januar 1849 die Kompetenz auf die rein kirchliche Wirkung beschränkt. Die zivilrechtliche Scheidung und die Regelung der Scheidungsfolgen ging auf staatliche Stellen über.